# برج آوالا
برج آوالا (صربی: Авалски торањ) یک دکل مخابراتی به بلندای ۲۰۴٫۶۸ متر (۶۷۲ فوت) بر کوه آوالا در بلگراد صربستان است. ساخت برج نخست در سال ۱۹۶۵ به پایان رسید، اما در ۲۹ آوریل ۱۹۹۹ در زمان بمباران یوگسلاوی توسط ناتو تخریب شد. بازسازی برج در ۲۱ دسامبر ۲۰۰۶ آغاز و برج رسماً در ۲۱ آوریل ۲۰۱۰ بازگشایی شد.